# Sara Curruchich
Sara Curruchich Cúmez, née le 25 juillet 1993 à San Juan Comalapa dans le département de Chimaltenango au Guatemala, est une auteure-compositrice-interprète guatémaltèque.
Sara Curruchich, d'origine maya Cakchiquel, est également une militante pour la défense des droits des femmes et des peuples autochtones. Elle joue à la fois de la guitare et du marimba et s'est fait connaître dans son pays avec sa chanson "Ch'uti'xtän" (« Fille ») en 2015.

## Biographie

### Jeunesse et formation
Sara Curruchich naît en 1993 à San Juan Comalapa, une ville du département de Chimaltenango au Guatemala. Elle commence très jeune à chanter et à jouer de la guitare avec sa famille qui lui apprend à aimer la musique.
Elle suit des cours d'éducation musicale à l'école Jesús María Alvarado pour devenir professeur de musique,. Elle est cependant méprisée par ses voisins qui ne comprennent pas que sa famille offre des cours à une fille.

### Carrière musicale et militante
Elle devient professeur de musique, et compose des chansons en parallèle à son enseignement.
En 2012, Sara Curruchich intègre un groupe local de marimba exclusivement féminin appelé Teclas en Armonía, ainsi qu'un autre groupe local. Sa première représentation publique a eu lieu la même année, à l'invitation d'un orchestre allemand.
Elle continue également à écrire ses propres chansons, qui abordent des sujets tels que le respect de la nature et les souvenirs des peuples mayas. Ses chansons mêlent l'espagnol à la langue kaqchikel, ce que Sara Curruchich explique être pour elle un moyen d'affirmer sa langue maternelle. Elle devient particulièrement connue au Guatemala pour la ballade Ch'uti'xtän (« Fille »), qui est visualisée des centaines de milliers de fois sur les plateformes de streaming de médias sociaux en 2015, et la transforment en icône représentant la lutte des femmes et des peuples autochtones,.
Cette année-là, elle est nommée « Breakout Artist » par la Fondation Dante Alighieri,.
Elle sort en 2016 son deuxième single, Resistir (« Résister »), écrit fin 2014 et dédié à tous ceux qui luttent contre l'oppression et la violence. Plus tard dans l'année, elle effectue sa première tournée aux États-Unis, en se produisant notamment au Bizarre Bushwick à Brooklyn et au siège de l'Organisation des Nations Unies à New York, à l'occasion de la session de l'Instance permanente sur les questions autochtones.
L'année suivante, elle sort la chanson Ralk'wal Ulew (« Enfants de la Terre »), avec une vidéo de la documentariste Pamela Yates, que Sara Curruchich avait rencontrée à New York. La chanson est incluse dans le film 500 Years de Yates, et elle partage l'objectif du film de raconter l'histoire du soulèvement contre le président guatémaltèque Otto Pérez Molina.
Sara Curruchich partage également la scène avec l'auteur-compositeur-interprète Fernando López et le groupe de rock maya guatémaltèque Sobrevivencia, qui chante en langue mam ; elle se produit aussi avec l'Orchestre philharmonique de Dresde,.
Elle dénonce régulièrement, quand elle est interrogée par la presse, l'occupation des terres par des sociétés multinationales, ainsi que les attaques et les assassinats de dirigeants autochtones qui travaillent pour rester sur leurs terres et résister à ces sociétés. Elle est également collaboratrice de l'antenne guatémaltèque d'ONU Femmes (l'entité des Nations unies pour l'égalité des sexes et l'autonomisation des femmes) et elle s'engage contre la violence à l'égard des femmes,.
Son premier album, Somos (« Nous sommes »), est sorti en 2019,.
Elle lance en 2020 un projet de compilation de musique de femmes autochtones, dans le but à terme de transformer le projet en festival de musique autochtone.